# 王川平
王川平（1950年—），汉族，中华人民共和国政治人物、第十一届全国政协委员。
加入中国共产党，担任重庆市文化广播电视局党委委员、重庆中国三峡博物馆馆长、党委书记。2008年，当选第十一届全国政协委员，代表文化艺术界，分入第二十八组。